# Nothofagus nitida
El coihue de Chiloé,' (Nothofagus nitida) es una especie árborea siempreverde, nativa de Chile y Argentina, vive desde Valdivia a 40° Lat. S hasta Última Esperanza a 53°  Lat S. Su confirmación en Argentina es reciente, donde se la considera presente en áreas muy restringidas.
Esta especie puede ser confundida con otra muy semejante, que también recibe el nombre de coihue (Nothofagus dombeyi (Mirb.) Oerst.) y con la que se producen híbridos de forma natural.

## Descripción
Los ejemplares adultos alcanzan unos 30 m de altura (llegando a veces a 40m) y unos 1,8 m  de diámetro, su corteza es grisácea, muy lisa aunque con grietas. 
Posee hojas alternas de entre 1,5 a 3 cm. Las mismas son duras, de un tono verde brillante, con un pecíolo corto y forma lanceolada. Las ramas nuevas tienen pelillos. 
Posee flores homoclamídeas, pequeñas (3 a 5 mm), unisexuales, dispuestas en inflorescencias.

Las flores masculinas, tienen un único verticilo con 6 o 10 estambres y están rodeadas por tépalos (sépalos y pétalos iguales).

Las flores femeninas están agrupadas de cinco en cinco, y la polinización es principalmente anemófila.
Sus frutos son nueces pequeñas, achatadas o triangulares, amarillentas en cúpulas conformadas por 2 a 7 unidades.
Su madera es blanca amarillenta, y suele ser utilizado en la construcción de  muebles y casas.

## Taxonomía
Nothofagus nitida fue descrita por (Phil.) Krasser y publicado en Skrifter Udgivne af Videnskabs-Selskabet i Christiana. Mathematisk-naturvidenskabelig Klass 5(9): 355. 1873.
Etimología
Nothofagus: nombre genérico compuesto de notho = "falso" y Fagus = "haya", nombrándolo como "falsa haya".
nitida: epíteto latíno que significa "brillante"
Sinonimia
- Fagus nitida Phil.	[6][7]